# اسکات پولارد
اسکات پولارد (انگلیسی: Scot Pollard؛ زادهٔ ۱۲ فوریهٔ ۱۹۷۵) بازیکن بسکتبال اهل ایالات متحده آمریکا است.
از باشگاه‌هایی که در آن بازی کرده‌است می‌توان به ساکرامنتو کینگز، ایندیانا پیسرز، کلیولند کاوالیرز، بوستون سلتیکس، و دیترویت پیستونز اشاره کرد.